# بيتر ويندسور
بيتر ويندسور (بالإنجليزية: Peter Windsor)‏ هو صحفي بريطاني، ولد في 11 أبريل 1952 في سري في المملكة المتحدة.
أصبح بيتر مسؤول صحفي بنادي سباق السيارات الأسترالي بعمر 17، حيث لعب دورا فعالا في تنظيم مسار السباق WarWick farm بأستراليا، و خلال تلك المرحلة كان قد شرع في الكتابة بعدة مجلات حول العالم بما في ذلك ، Australien Motoring news و Autosport .
بعد انتقاله للمملكة المتحدة سنة 1972، أصبح بيتر يكتب بمجلة Competition car كما عين محرر رياضي بمجلة Autocar سنة 1975، وقد استمر على هذا النهج إلى أن فاز بعدة جوائز دولية للكتابة من ضمنها جائزة مراسل السنة.

## وصلات خارجية
- الموقع الرسمي